# Étienne Desmarteau
Étienne Desmarteau (Boucherville, 4 de febrero de 1873 - Boucherville, 29 de octubre de 1905) fue un atleta canadiense, ganador del lanzamiento de peso en los Juegos Olímpicos de 1904 en St. Louis, Estados Unidos.
Desmarteau era uno de los favoritos en el evento de lanzamiento de peso de 25 kg o 56 libras, disciplina que ya no existe en los Juegos Olímpicos, y había derrotado al campeón olímpico en lanzamiento de martillo, otro contendiente en esta carrera, John Flanagan (atleta) en 1902. Poco antes de los Juegos, pero Flanagam rompió el récord mundial en la carrera, por lo que es uno de los favoritos con el canadiense.
Para ir a St. Louis, Desmarteau, un oficial de policía de Montreal, tuvo que solicitar una licencia sin sueldo para la dirección de la policía, que negó. A pesar de ello, se decidió a hacer el viaje, lo que le costó su puesto de trabajo. En St. Louis, su primer lanzamiento de 10,48 metros fue suficiente para darle la medalla de oro en Flanagan.
A su regreso a Canadá, fue recibido como un héroe nacional en Montreal y reintegrado en la fuerza policial. Al año siguiente, sin embargo, murió de fiebre tifoidea, con sólo 32 años de edad.

## Homenajes
Un barrio, un parque público y un estadio deportivo fueron bautizados con su nombre, en su homenaje, en Montreal. El Centro Étienne Desmarteau se utilizó como competiciones locales de baloncesto de los Juegos Olímpicos de Montreal en 1976.